# Kuduro
Pour le projet de logiciel libre, voir Rich AJAX Platform.
Genres dérivés
Kuduro progressif
Le kuduro (graphie alternative de « cu duro », littéralement « fesses dures » en français) est un genre de musique et de danse originaire de l'Angola. Le kuduro est devenu un phénomène musical dans tous les pays lusophones, ainsi que dans d'autres parties du monde.

## Histoire et description
Le kuduro est une musique inspirée de breakdance, de semba (danse angolaise) mais aussi d'electro, voire de musique de percussions traditionnelles (même si les boîtes à rythme se substituent à ces instruments traditionnels). Ce type de danse et de musique est apparu dans les années 1990, d'abord comme une danse et, au fil du temps, il s'est transformé en un genre musical, un style house africain. A la différence du coupé-décalé ou de la musique congolaise, la musique est profondément formatée par l’usage de boîtes à rythmes et de logiciels, même si elle peut évoquer des transes percussives traditionnelles.
Elle est considérée comme un des genres de la musique électronique, de même que le kwaito d'Afrique du Sud, ou le funk carioca (dont elle est proche), autre forme de réappropriation de la musique occidentale électronique. La gestuelle semble désarticulée, convulsive. Le nom fait référence à ses mouvements de danse particuliers dans lequel les danseurs semblent avoir un « cul dur », simulant une manière agressive et agitée de danser. Selon Tony Amado, un musicien angolais souvent présenté comme l’inventeur de ce type de danse et de musique, l'idée lui serait venue après avoir vu un film avec Jean-Claude Van Damme, Kickboxer, sorti en 1989, dans lequel l'acteur joue une scène dans un bar, ivre, en train de danser avec un style très nerveux et inhabituel pour l'époque,,,.
Musique de quartiers, de musseques, dans les villes angolaises, transmise via des enregistrements vendus dans les camionnettes qui servent de transports en commun à travers Luanda et sa banlieue, entendue de plus en plus dans les discothèques à partir de 1996, cette musique et cette danse se diffusent encore plus dans les milieux urbains angolais après le cessez-le-feu de 2002, mettant fin à la guerre civile. Une nouvelle génération angolaise y trouve un mode d’expression. Cette musique devient ensuite un phénomène musical dans tous les pays lusophones, plus particulièrement au Cap-Vert, en Guinée-Bissau, au Mozambique et à Sao Tomé-et-Principe mais aussi au Portugal et Brésil compris, ainsi que dans d'autres parties du monde,.
Avec l'internet, le style se répand ensuite dans le monde entier, tout en continuant à évoluer

## Artistes et titres notables

### Première génération
La première génération est marquée par Tony Amado et son groupe Os Muchachos. Le titre Amba kuduro sorti au milieu des années 1990, pendant la guerre civile, est un succès. La nouveauté est d’abord dans la façon de danser, la musique évoquant encore les sonorités du semba, sur un rythme rapide. Comme l’un des danseurs du groupe est unijambiste, beaucoup des mouvements du reste du groupe de danseurs cherchent également à simuler de façon théâtrale un handicap. La proportion d’angolais ayant un membre amputé du fait de mines antipersonnel est alors l’une des plus élevées au monde. La danse devient une façon de tourner en dérision les difficultés de la vie, et de se recréer , individuellement et collectivement,,. D’autres artistes emboîtent le pas. Un autre des grands succès de kuduro, chanté par SeBem et chorégraphié par Tony Amado, s’intitule Felicidade, et sort quelques années plus tard, dans cette même période, en 1997.

### Deuxième génération
Cette danse, associée à une musique de plus en plus spécifique, se diffuse et s’impose progressivement en Angola au début des années 2000, notamment avec l’espoir de la fin de la guerre civile (elle se termine en 2001). De nombreux artistes angolais inscrivent leurs créations, partiellement ou totalement, dans ce nouveau genre musical. Peuvent être cités par exemple Virgilio Faia et le titre estámos sempre a subir, ou encore Dog Murras (pt) et le titre Aqui tas sorti en 2002.

### Troisième génération
En plus des artistes angolais, le kuduro se diffuse au-delà des frontières de l’Angola, avec notamment le groupe portugais Buraka Som Sistema. Après une tournée dans plusieurs pays d'Europe, interprétant son album From Buraka to the World, ce groupe sort en 2007 Sound of Kuduro, avec la participation de différents rappeurs dont M.I.A.. Ce single annonce leur deuxième album, Black Diamond, qui sort en 2008 chez Sony, suivi d'un autre single, Kalemba (Wegue Wegue), où l’on peut entendre, dans les voix, celle d’une jeune femme née en Angola et encore adolescente, Pongolove. La musique de Buraka Som Sistema revisite le kuduro avec une touche d’electro, de breakbeat et de grime. Un autre artiste représentatif de cette génération est le chanteur franco-portugais Lucenzo, et des titres tels que Danza Kuduro sortis en 2010. Enfin, une chanteuse angolaise emblématique de cette période est l’artiste transgenre Titica, devenue une artiste à la renommée internationale,.

### Nouvelle génération
Après avoir chanté durant deux ans avec Buraka Som Sistema, puis avoir interrompu sa carrière musicale, Pongolove, née en Angola mais vivant au Portugal, revient sur scène, sous le pseudo de Pongo, et relance sur la scène internationale le kuduro. Son premier EP en solo sort en 2018 et est intitulé Baia : elle continue à y faire évoluer le kuduro,. En 2019, elle participe à la Fête de la musique en France, se produisant en un lieu très symbolique, le Palais de l'Élysée, invitée par le président Macron et son épouse.